# Civilian Clothes
Civilian Clothes è un film muto del 1920 diretto da Hugh Ford. La sceneggiatura di Clara S. Beranger si basa sull'omonimo lavoro teatrale di Thompson Buchanan, andato in scena in prima a Broadway al Morosco Theatre il 12 settembre 1919. Prodotto dalla Famous Players-Lasky Corporation, il film aveva come interpreti Thomas Meighan, Martha Mansfield, Maude Turner Gordon, Alfred Hickman.

## Trama

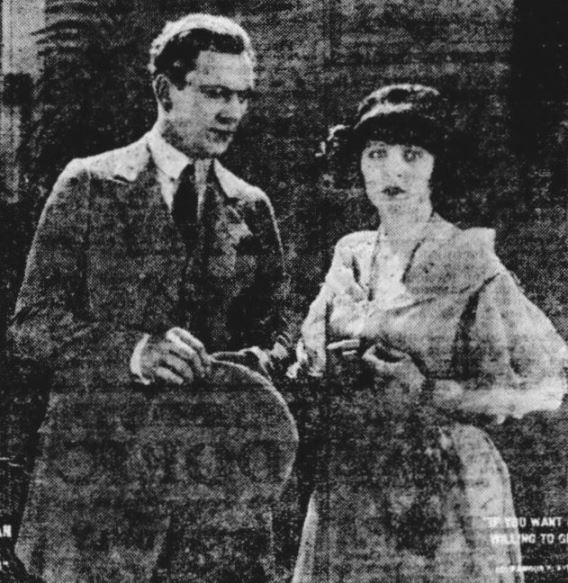
Thomas Meighan e Martha Mansfield

Florence Lanham, durante un viaggio in Francia, si innamora del capitano Sam MacGinnis e, senza pensarci su tanto, lo sposa. Il capitano viene dato per morto e la giovane donna ritorna in patria. A New York, Florence tiene segreto quel matrimonio celebrato per un capriccio. Ma quando è sul punto di sposarsi con il ricco William Arkwright, ecco riapparire inaspettatamente Sam in abiti civili. Per dare una lezione all'estremamente imbarazzata Florence, Sam accetta di lavorare come maggiordomo in casa Lanham. La signora Smythe, una giovane vedova, si dimostra attratta da Sam, cosa che provoca la reazione di Florence che, per ripicca, decide di fuggire con Arkwright. MacGinnis e la signora Smythe si mettono sulle tracce della coppia in fuga e la ritrova in un albergo. Florence, allora, prega il marito di tornare da lei e i due, che sono sempre innamorati, si riconciliano.

## Produzione
Il film fu prodotto dalla Famous Players-Lasky Corporation. Venne girato all'Avana, all'Oriental Park & Hotel Trotcha. Le scene di battaglia furono girate nella base dell'esercito di Camp Meade, nel Maryland.

## Distribuzione
Il copyright del film, richiesto dalla Famous Players-Lasky Corp., fu registrato il 28 luglio 1920 con il numero LP15422.

Distribuito negli Stati Uniti dalla Famous Players-Lasky Corporation e dalla Paramount Pictures, il film uscì nelle sale il 5 settembre 1920. La Famous-Lasky Film Service lo distribuì in Canada e Regno Unito, la Feature Films in Australia. In Danimarca, uscì il 5 dicembre 1921 con il titolo Klæder skaber Manden; in Francia, distribuito dalla Société Anonyme Française des Films Paramount, il 2 giugno 1922 con il titolo Le Prestige de l'uniforme.

### Conservazione
Copia completa della pellicola si trova conservata negli archivi russi del Gosfilmofond di Mosca.